# František Bartoš
František Bartoš, född 16 mars 1837 och död 11 juni 1906, var en tjeckisk språkforskare.
Bartoš var en framstående kännare av Mährens dialekter och folkliv, och har bland annat utgett Lid a národ (Folk och nation), grundläggande för folkloristiken i Böhmen, och Dialketoligie moravská, en rikhaltig samling uppteckningar och ordlistor.